# Bigi Poika
Bigi Poika, również Akarani – wieś i okręg w Surinamie, położona w dystrykcie Para. W 2012 roku okręg liczył 525 mieszkańców.